# Belleroche
Belleroche – miejscowość i gmina we Francji, w regionie Owernia-Rodan-Alpy, w departamencie Loara.
Według danych na rok 1990 gminę zamieszkiwały 232 osoby, a gęstość zaludnienia wynosiła 17 osób/km² (wśród 2880 gmin regionu Rodan-Alpy Belleroche plasuje się na 1396. miejscu pod względem liczby ludności, natomiast pod względem powierzchni na miejscu 867.).